# Stryszów
Stryszów is een dorp in de Poolse woiwodschap Klein-Polen. De plaats maakt deel uit van de gemeente Stryszów en telt 2200 inwoners.